# Ruch internetowy

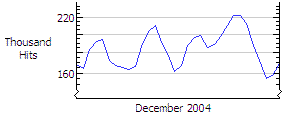
Przykładowy wykres ruchu internetowego na Wikipedii w grudniu 2004

Ruch internetowy – przepływ danych w Internecie. Zawiera się w nim m.in. ruch związany z usługami WWW, pocztą elektroniczną i sieciami P2P.

## Rozmiar ruchu internetowego
| Rok  | Wielkość ruchu w sieci szkieletowej USA (terabajtów/miesiąc) | szacunkową wielkość globalnego ruchu internetowego (terabajtów/miesiąc) |
| ---- | ------------------------------------------------------------ | ----------------------------------------------------------------------- |
| 1990 | 1                                                            | 1,0                                                                     |
| 1991 | 2                                                            | 2                                                                       |
| 1992 | 4                                                            | 4,4                                                                     |
| 1993 | 8                                                            | 8,7                                                                     |
| 1994 | 16                                                           | 16,8                                                                    |
| 1995 | brak danych                                                  | 173                                                                     |
| 1996 | 1500                                                         | 1800                                                                    |
| 1997 | 2500-4000                                                    | 5000                                                                    |
| 1998 | 5000-8000                                                    | 11200                                                                   |
| 1999 | 10000-16000                                                  | 25500                                                                   |
| 2000 | 20000-35000                                                  | 75250                                                                   |
| 2001 | 40000-70000                                                  | 175000                                                                  |
| 2002 | 80000-140000                                                 | 356000                                                                  |
| 2003 | brak danych                                                  | 681000                                                                  |
| 2004 | brak danych                                                  | 1267000                                                                 |
| 2005 | brak danych                                                  | 2055000                                                                 |
| 2006 | 450000-800000                                                | 3339000                                                                 |
| 2007 | 750000-1250000                                               | 5220000                                                                 |
| 2008 | 1200000-1800000                                              | 8126000                                                                 |